# The Panic Is On
The Panic Is On ist ein Blues, den Hezekiah Jenkins (1883–1941) verfasste und 1931 veröffentlichte.

## Hintergrund
Der aus der Minstreltradition stammende Blues-Sänger Hezekiah Jenkins nahm seinen Song am 16. Januar 1931 auf; er wurde am 14. März als Columbia 14585 veröffentlicht. Der Songtitel griff die damals gebräuchliche Bezeichnung auf, mit der man auch von der Panik von 1907 sprach. Das Lied thematisiert die Folgen der Great Depression für die einfachen Bürger in den Vereinigten Staaten. Die ersten beiden Strophen lauten wie folgt:
| What this country is comin’ to - I sure would like to know If they don’t do something bye and bye, The rich will live and the poor will die Dog-gone, I mean the panic is on. | Can’t do my work, can’t draw no pay, Unemployment getting worser every day Nothing to eat and no place to sleep. All nights long folks walkin’ the street Dog-gone, I mean the panic is on. |

## Erste Aufnahmen und spätere Coverversionen
Zu den Musikern, die den Song in den 1930er-Jahren coverten, gehörten Fats Waller, Connie Boswell, Mezz Mezzrow und Tommy Dorsey. Der Diskograf Tom Lord listet im Bereich des Jazz insgesamt 17 (Stand 2016) Coverversionen, in späteren Jahren auch von Marty Grosz, Dick Wellstood und Dick Hyman/Bucky Pizzarelli.